# LAG Nr. 181 und 182
Die Triebwagen LAG Nr. 181 und 182 waren dreiachsige elektrische Triebwagen der Lokalbahn Aktien-Gesellschaft (LAG) für den Betrieb auf der Nebenbahn Bad Aibling–Feilnbach.
Bei der Verstaatlichung der LAG 1938 wurden die Triebwagen von der Deutschen Reichsbahn übernommen und als ET 186 11 und ET 186 12 bezeichnet. Die Triebwagen waren von der LAG aus zwei dreiachsigen Personenwagen in elektrische Triebwagen umgebaut worden. Ein Triebwagen wurde von der Deutschen Bundesbahn übernommen und versah seinen Dienst bis 1950. Das Fahrzeug ist heute nicht mehr vorhanden.

## Geschichte
Die LAG betrieb im süddeutschen Raum mehrere Nebenbahnen, die schon vor 1900 elektrifiziert und mit Triebwagen betrieben wurden. Diese beiden Fahrzeuge entstanden, als die Gesellschaft die Lokalbahn Bad Aibling–Feilnbach von der von Oskar Ludwig Kummer gegründeten Aktiengesellschaft Elektrizitätswerke übernahm.
Dabei ließ die Gesellschaft zwei dreiachsige Reisezugwagen in elektrische Triebwagen umbauen. Die Fahrzeuge behielten ihre ursprünglichen Nummern 181 und 182.
Die Fahrzeuge waren stets auf der genannten Eisenbahnstrecke im Einsatz. Als die LAG von der Deutschen Reichsbahn übernommen wurde, wurden die beiden Triebwagen in ET 186 11 und ET 186 12 umgezeichnet. Beheimatet waren die Fahrzeuge im Bahnbetriebswerk Rosenheim, Außenstelle Bad Aibling. Der ET 186 11 musste 1942 ausgemustert werden. Der verbliebene Triebwagen gelangte in den Bestand der Deutschen Bundesbahn. 1949/1950 wurde er in einen Personenwagen mit Gepäck- und Dienstabteil umgebaut, seine elektrischer Ausrüstung erhielt der ET 186 02.

## Konstruktion
Das Fahrzeug war dreiachsig ausgeführt. Er besaß zwei Abteile der 3. Klasse mit insgesamt 40 Sitzplätzen. Zwischen diesen war ein kleines Postabteil mit einer Drehtür angeordnet, diese Drehtür war nur nach einer Wagenseite angeordnet.
Das Untergestell war eine genietete Stahlkonstruktion. Der Wagenkasten war aus Holzprofilen, die von außen beblecht waren, aufgebaut. In den Einstiegsräumen war der Arbeitsplatz des Lokführers mit den zugehörigen Bedienelementen wie dem Fahrschalter. Der Führerstand war zur Bauzeit offen gestaltet, die trapezförmige Verblendung wurde erst später dazugebaut. Bei einem späteren Umbau wurden die Einstiegsräume vollständig verschlossen. Ursprünglich befanden sich auf dem Dach zwei Lyra-Stromabnehmer, später wurden sie durch modernere Ausrüstungen ausgetauscht. Die beiden äußeren Achsen des Triebwagens waren von zwei Tatzlager Fahrmotoren angetrieben. Die elektrische Ausrüstung wurde später mehrfach umgebaut, so musste sie auf die erhöhte Spannung von 600 V angepasst werden.
Der Wagenkasten war bei Anlieferung einfarbig dunkelgrün und der Rahmen grau, in den 1930er Jahren erhielt der Wagenkasten eine zweifarbige Ausführung; unterhalb der Fensterunterkante moosgrün und oberhalb bis zur Dachkante beige.